# Nya Zeelands damlandslag i basket
Nya Zeelands damlandslag i basket (engelska: New Zealand women's national basketball team) representerar Nya Zeeland i basket på damsidan. Laget deltog i världsmästerskapet 1994. samt i de olympiska turnringarna åren 2000., 2004. och 2008.
Laget har även slutat tvåa vid oceaniska mästerskapet ett flertal gånger.

### Fotnoter
1. ↑  Todor Krastev (19 mars 1994). ”Women Basketball World Championship 1994 Australia 02-12.06 Winner Brazil” (på engelska). Sport Statistics. Arkiverad från originalet den 8 september 2011. https://web.archive.org/web/20110908184551/http://todor66.com/basketball/World/Women_1994.html. Läst 24 juni 2015.
2. ↑  Todor Krastev (19 mars 2000). ”Women Basketball Olympic Games 2000 Sidney (AUS) - 16.09-01.10 Winner United States” (på engelska). Sport Statistics. Arkiverad från originalet den 27 september 2015. https://web.archive.org/web/20150927050129/http://www.todor66.com/basketball/Olympic/Women_2000.html. Läst 24 juni 2015.
3. ↑  Todor Krastev (19 mars 2004). ”Women Basketball Olympic Games 2004 Athens (GRE) - 14-28.08 Winner United States” (på engelska). Sport Statistics. Arkiverad från originalet den 25 maj 2012. https://web.archive.org/web/20120525161650/http://www.todor66.com/basketball/Olympic/Women_2004.html. Läst 24 juni 2015.
4. ↑  Todor Krastev (19 mars 2008). ”Women Basketball Olympic Games 2008 Beijing (CHN) - 09-23.08 +8 GMT Winner United States” (på engelska). Sport Statistics. Arkiverad från originalet den 25 maj 2012. https://web.archive.org/web/20120525130008/http://www.todor66.com/basketball/Olympic/Women_2008.html. Läst 24 juni 2015.
5. ↑  Todor Krastev. ”Women Basketball Oceania Championships” (på engelska). Sport Statistics. Arkiverad från originalet den 8 oktober 2014. https://web.archive.org/web/20141008074006/http://www.todor66.com/basketball/World/Women_Oceania.html. Läst 24 juni 2015.